# Maumont (affluent de la Corrèze)
Pour les articles homonymes, voir Maumont.
Le Maumont, ou Maumont Blanc dans sa partie amont, est une rivière française du département de la Corrèze, en région Nouvelle-Aquitaine, affluent en rive droite de la Corrèze et sous-affluent de la Dordogne par la Vézère.
Il ne faut pas le confondre avec son homonyme, un ruisseau affluent de la Sourdoire, situé dans le même département, et dont la source est distante d'une vingtaine de kilomètres au sud-ouest de la confluence entre le Maumont et la Corrèze.

## Géographie

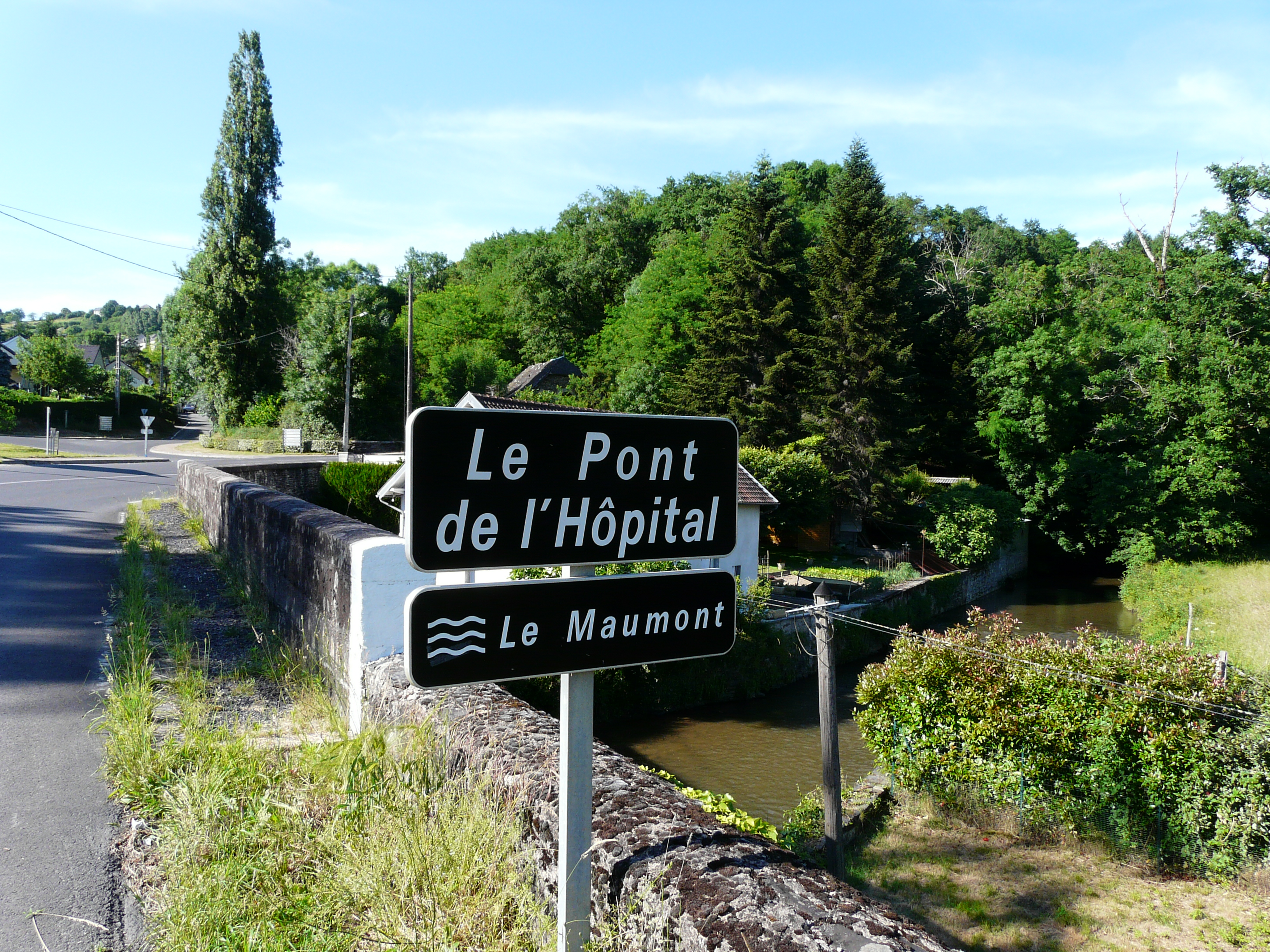
Le Maumont à Donzenac, en amont du pont de l'Hôpital.

Pour le Sandre, le Maumont est un cours d'eau dont la partie amont se nomme le Maumont Blanc.
Le Maumont Blanc prend sa source sur la commune de Favars vers 430 mètres d'altitude, un kilomètre et demi au nord du bourg, au sud du lieu-dit Druliolle. Il prend brièvement la direction du nord puis celle du nord-ouest. Il alimente un étang près du lieu-dit Bois Barot et passe sous la route départementale (RD) 44. Il est franchi par l'autoroute A89 et prend la direction de l'ouest.
Il reçoit à droite le ruisseau de Planche Vieille et passe aussitôt sous la RD 130. Successivement le ruisseau de Baspeyrat puis celui d'Aigue Font le rejoignent en rive droite. Son cours oblique alors vers le sud-ouest. Il passe sous la RD 170 puis à nouveau sous l'A89, au nord-ouest du péage de Saint-Germain-les-Vergnes. Après avoir reçu en rive droite le ruisseau de Chauvignac, il passe sous la RD 156E2 au sud-ouest du bourg de Saint-Pardoux-l'Ortigier. Il entre progressivement dans des gorges de plus en plus prononcées jusqu'à sa confluence avec le Maumont Noir qui le rejoint en rive gauche, moins de deux kilomètres au nord-est du bourg de Donzenac, à plus de 150 mètres d'altitude, entre les lieux-dits Pérony et les Côtes.
Le cours d'eau est alors appelé Maumont. Celui-ci contourne Donzenac par l'est (passant sous la RD 133) puis par le sud (sous la RD 920). Il est franchi successivement par l'autoroute A20, la ligne ferroviaire Paris-Toulouse, puis la RD 57 au niveau de la confluence simultanée avec deux de ses affluents, le Clan (en rive droite) et la Pourette (en rive gauche). Il sert sur moins de 300 mètres de limite entre les communes de Saint-Viance et d'Ussac. Il passe une troisième fois sous l'A89, longe l'A20 puis passe sous la RD 901.
Il se jette dans la Corrèze, en rive droite, à 99 mètres d'altitude, à l'ouest de Brive-la-Gaillarde, sur la commune d'Ussac, environ 800 mètres en amont du confluent de la Vézère et de la Corrèze.
À quatre reprises, son cours se subdivise en deux bras.
Selon le Sandre, l'ensemble Maumont Blanc-Maumont a une longueur totale de 37,1 kilomètres.

### Communes traversées

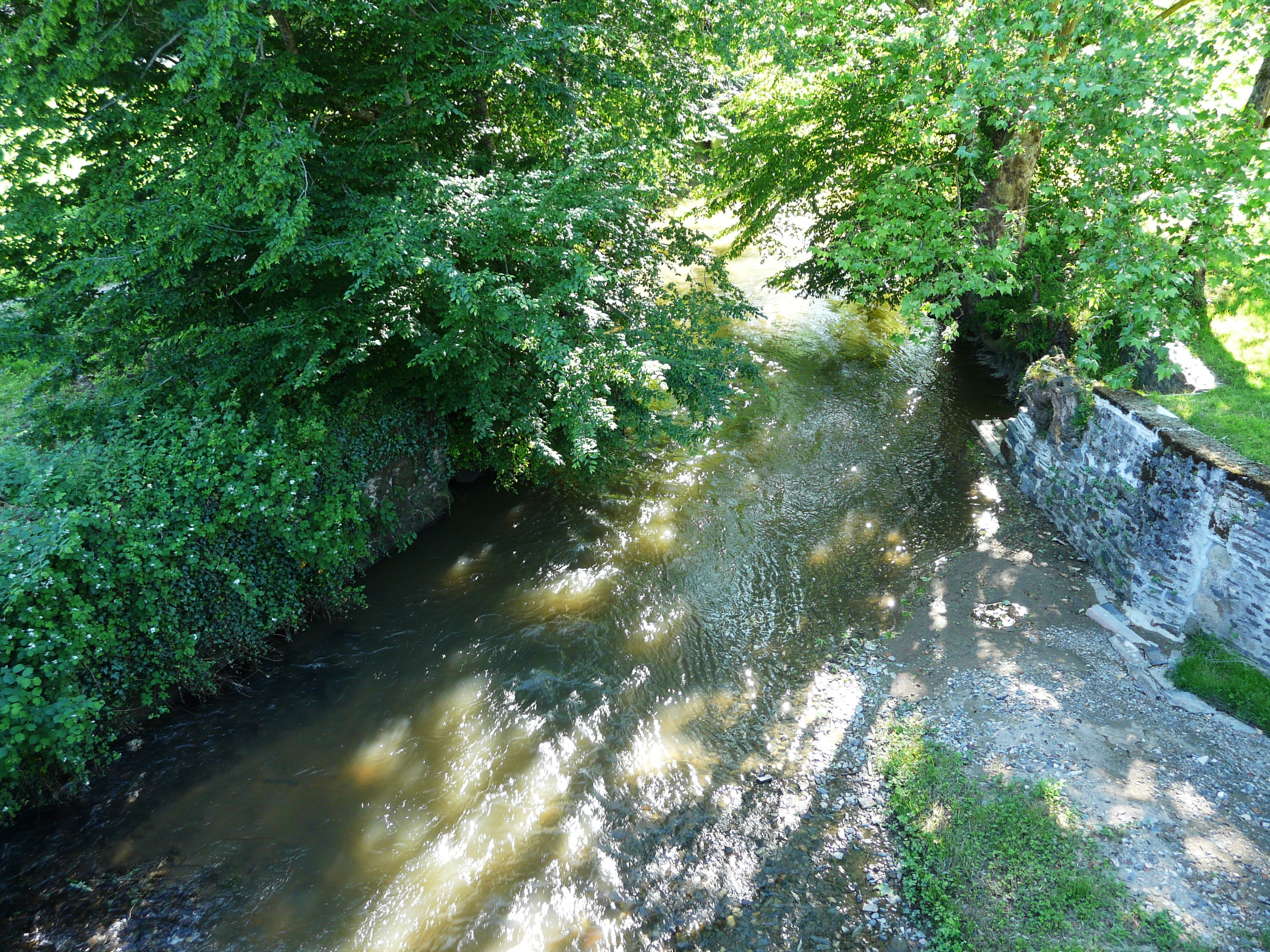
Le Maumont à Donzenac, en aval du pont de l'Hôpital.

Dans le seul département de la Corrèze, le Maumont arrose les onze communes suivantes, soit d'amont vers l'aval, Favars (source), Saint-Mexant, Saint-Germain-les-Vergnes, Saint-Clément, Chanteix, Saint-Pardoux-l'Ortigier, Sadroc, Sainte-Féréole, Donzenac, Saint-Viance (sur environ 200 mètres, il sert de limite entre Saint-Viance et Ussac) et Ussac (confluence avec la Corrèze), dans les arrondissements de Tulle et de Brive-la-Gaillarde.

### Bassin versant
Le Maumont s'étend sur un bassin versant de 168 km2, dont 85 km2 pour l'ensemble Maumont Blanc-Maumont Noir.  
Il est constitué à 78,68 % de « territoires agricoles », à 17,55 % de « forêts et milieux semi-naturels », et à 3,67 % de « territoires artificialisés ».  Outre les onze communes irriguées par le Maumont, le bassin en concerne également trois autres : 
- Perpezac-le-Noir baignée par le ruisseau de Chauvignac qui y prend sa source[7],
- Allassac et Saint-Bonnet-l'Enfantier baignées par le Clan qui leur sert en partie de limite naturelle[8].

### Organisme gestionnaire
L'organisme gestionnaire est le syndicat mixte des eaux du Maumont sis à Favars sous la présidence de Jean-Paul Desnots.

## Affluents
Le Maumont a 21 affluents répertoriés par le Sandre. Les six plus longs sont, d'amont vers l'aval :
- le ruisseau de Planche Vieille (rd[note 2]), avec 3,2 km[9],
- le ruisseau d'Aigue Font (rd), avec 3,7 km[10],
- le ruisseau de Chauvignac (rd), avec 5,1 km[7],
- le Maumont Noir (rg), avec 12 km[11],
- le Clan (rd), avec 18,2 km[8],
- la Pourette (rg), avec 3,7 km[12], qui passe au sud d'Ussac.

Le ruisseau de Chauvignac a comme affluent le ruisseau des Deux Aigues, qui a lui-même deux sous-affluents. De ce fait le nombre de Strahler du Maumont est de cinq.

## Hydrographie

### Le Maumont à Ussac
Depuis 1971, une station hydrologique située à la Chanourdie sur la commune d'Ussac mesure le débit du Maumont, deux kilomètres en amont de sa confluence avec la Corrèze. La surface ainsi étudiée est de 162 km2, soit la quasi-totalité de son bassin versant.
Le module de la rivière y est de 2,68 m3/s. 
Le Maumont présente des fluctuations saisonnières de débit bien marquées, comme c'est souvent le cas dans le bassin de la Dordogne. Les hautes eaux se déroulent en hiver et se caractérisent par des débits mensuels moyens allant de 2,52 à 4,70 m3/s, de novembre à mai inclus (avec un maximum en janvier). Ensuite, le débit baisse progressivement jusqu'aux basses eaux d'été. Celles-ci ont lieu de juin à octobre inclus, entraînant une  baisse du débit mensuel moyen jusqu'à 0,893 m3 au mois d'août. Mais les fluctuations peuvent être bien plus prononcées sur de courtes périodes ou selon les années.

### Étiage ou basses eaux
À l'étiage, le VCN3 peut chuter jusque 0,30 m3/s, soit 300 litres par seconde, en cas de période quinquennale sèche, ce qui représente 11 % du module.

### Crues
Les crues peuvent être importantes. Les QIX 2 et QIX 5 valent respectivement 50 et 75 m3/s. Le QIX 10 est de 92 m3/s, le QIX 20 de 110 m3/s, tandis que le QIX 50 s'élève à 130 m3/s. 
Le débit instantané maximal enregistré à Ussac a été de 105 m3/s le 6 juillet 2001, alors que la valeur journalière maximale était de 70,5 m3/s le 15 mars 1979, et la hauteur maximale instantanée de 3,69 mètres le 25 juin 2016.

### Lame d'eau et débit spécifique
Le Maumont est une rivière abondante. La lame d'eau écoulée dans son bassin versant est de 524 millimètres annuellement, ce qui est supérieur à la moyenne d'ensemble de la France (320 millimètres/an), mais inférieur à la lame d'eau moyenne du bassin de la Dordogne (602 millimètres/an à Bergerac). Le débit spécifique (ou Qsp) atteint de ce fait le chiffre de 16,6 litres par seconde et par kilomètre carré de bassin.

## Aménagements et écologie
Plusieurs ponts le franchissent. Un petit pont se trouve au Clou entre Donzenac et Travassac sous la RD 133. Le pont de L'Hôpital sous la RD 920 à Donzenac et le pont de La Mouillade sous la RD 170E1 entre La Mouillade et Ussac sont des ouvrages en pierre de taille qui ont résisté au temps, aux fortes charges des véhicules, aux crues et à l'érosion.

## Monuments ou sites remarquables à proximité
- À Donzenac :
  - la chapelle des Pénitents[16],
  - l'église Saint-Martin[17],
  - les maisons anciennes.
- L'église Saint-Julien d'Ussac[18].